# Vladimír Franz
Vladimír Franz (Praga, 25 maggio 1959) è un artista e politico ceco.
Si è candidato come indipendente alle elezioni presidenziali in Repubblica Ceca del 2013, in cui ha ottenuto il 6,8% dei voti.

## Biografia
Vladimír Franz ha studiato all'Università Carolina di Praga tra il 1978 e il 1982, dove si è laureato in Diritto, ma non ha mai voluto esercitare la professione di avvocato in uno Stato totalitario. Decise piuttosto di dedicarsi all'arte.
Attualmente è professore alla facoltà di teatro dell'Università Carolina.
Nel 2012, accetta di candidarsi alle elezioni presidenziali del 2013, e questo attira l'attenzione dei media che si interessano soprattutto ai tatuaggi che ricoprono tutto il suo corpo. Ottenendo solo il 6.84% delle preferenze (351.916 voti) al primo turno, non si qualifica per il secondo turno.